# Грейнерт, Карл Александрович

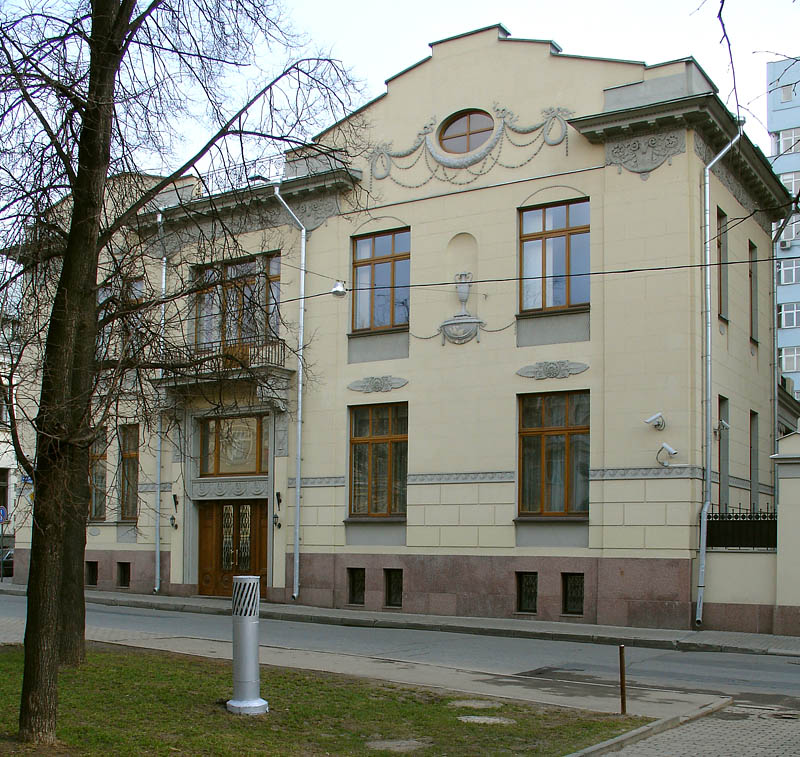
Особняк М. А. Тарасова

Карл Александрович Грейнерт (1877, Санкт-Петербург — 1942, Астрахань, Сталинградская область) — русский и советский архитектор и преподаватель. Мастер неоклассицизма.

## Биография
Родился в 1877 году в Санкт-Петербурге. В 1894—1900 годах учился в Императорской Академию художеств; окончил обучение с присвоением звания классного художника-архитектора за проект «Гостиница-санаторий на юге». В начале 1900-х годов переехал в Москву. С 1905 года состоял преподавателем Строгановского художественно-промышленного училища; с 1906 года — 1-го Московского среднего строительно-технического училища и женских техническо-строительных курсов. Имел собственную строительную практику в Москве. В 1912 году разработал проект и совместно с В. В. Воейковым построил большинство павильонов ремесленной и фабрично-заводской выставки на Ходынском поле. В 1918 году работал в Архитектурном бюро Строительного отдела Совета районных дум Москвы, затем — мастером в Архитектурно-художественной мастерской Моссовета. В 1926 году состоял заместителем заведующего строительного отдела МОГЭС. В конце 1920-х годов работал в строительном управлении Зернотреста.
Жил в Москве по адресам: Мерзляковский переулок, 16, кв. 23 (1920-е) и Никитский бульвар, 15 (1930-е). Скончался в 1942 году в Астрахани.

## Постройки в Москве
- 1906 — Женская гимназия М. Г. Брюхоненко, Столовый переулок, 10 (угловая часть)
- 1909—1910 — особняк М. А. Тарасова (совместно с М. Ф. Гейслером), Малый Ржевский переулок, 4/21 — Хлебный переулок, 21/4, стр. 1
- 1910 — доходный дом доктора Н. М. Кишкина с помещениями для водо- и электролечебниц, Большая Молчановка, 12
- 1911 — доходный дом Г. Э. Эберлинга, 1-й Басманный переулок, 6
- 1912 — ситуационный план и павильоны фабрично-заводской выставки (при участии В. В. Воейкова), Ходынское поле (не сохранились)
- 1912 — производство работ по установке памятника Александру III у Храма Христа Спасителя (не сохранился)
- 1914 — доходный дом У. М. Сарухановой, Новинский бульвар, 22
- 1915 — павильон «Олень» в парке «Сокольники» (руинирован)[9]
- 1926 — Анатомический корпус Московского университета, Моховая улица, 9 (во дворе)